# Amanpur
Amanpur is een nagar panchayat (plaats) in het district Kasganj van de Indiase staat Uttar Pradesh. 

## Demografie
Volgens de Indiase volkstelling van 2001 wonen er 9.117 mensen in Amanpur, waarvan 52% mannelijk en 48% vrouwelijk is. De plaats heeft een alfabetiseringsgraad van 49%. 